# Einar Johnson (konstnär)
Einar Bertil Holger Johnson, född 8 augusti 1915 i Örebro, död 21 oktober 2008 i Uppsala, var en svensk folkbildare, konstpedagog och konstnär.
Johnson växte upp i Örebro och blev anställd i Postverket. Utan egentlig utbildning ägnade han sin fritid åt att teckna och måla akvarell. 1942 placerades han av Postverket i Falun. I Falun utvecklades Johnson vidare som bildkonstnär i en krets av konstintresserade och konstnärer. Tillsammans med bland andra Ivar Andersson tog han initiativ till Arbetarnas bildningsförbunds konstskola i Falun 1951. Med konstskolans kvalificerade lärare, bland andra Åke Pernby, Tore Hultcrantz, Louis Lindholm och Verner Molin, och som elev i koppargrafik och litografi under en period vid Konstakademien för Lennart Glemme utvecklades Johnson till en mångsidig konstnär och en skicklig  grafisk tekniker. Från 1957 verkade Johnson som lärare vid det som idag heter Falu konstgrafiska verkstad (FKV), först i en källarlokal i stadsdelen Kvarnberger och från 1972 i den gamla skolan i stadsdelen Östanfors. Från 1972 blev Falu kommun huvudman för FKV och Johnson utsågs till förståndare, ett uppdrag han innehade till 1982. Under många år var Johnson ordförande i ABF i Falun. Han är gravsatt i minneslunden på Berthåga kyrkogård i Uppsala.